# پایگاه هوایی واروتنسک
پایگاه هوایی واروتنسک  (به انگلیسی: Vorotynsk (air base))  یک فرودگاه نظامی   است که یک باند فرود بتن دارد و طول باند آن ۲۰۰۰ متر است. این فرودگاه در  کشور روسیه قرار دارد و در ارتفاع ۱۶۶ متری از سطح دریا واقع شده است.